# 盐井乡 (永顺县)
盐井乡，是中华人民共和国湖南省湘西土家族苗族自治州永顺县下辖的一个乡镇级行政单位。

## 行政区划
盐井乡下辖以下地区：
新场村、泽溪村、龙洞村、热烈村、落地村、岩门村、李家村、天远村、盐井村和卡塔村。